# Eremiaphila petiti
Eremiaphila petiti är en bönsyrseart som beskrevs av Lefebvre 1835. Eremiaphila petiti ingår i släktet Eremiaphila och familjen Eremiaphilidae. Inga underarter finns listade i Catalogue of Life.